# Championnat de France de basket-ball 1937-1938
Navigation
Saison précédente Saison suivante
La saison 1937-1938 du championnat de France de basket-ball Excellence est la 18e édition du championnat de France masculin de basket-ball. Le SCPO Paris remporte le championnat.

## Présentation
Le championnat Excellence regroupe 32 équipes et se dispute par élimination jusqu'à la finale. Le 1er tour est organisé le dimanche 12 décembre 1937. La finale a lieu le 24 avril 1938 au Stade Roland-Garros. Les équipes vaincues au 1er tour rencontrent en matchs de barrage les vainqueurs des éliminatoires pour le Championnat de Division d'Honneur.

## Équipes participantes
Les 32 équipes présentes au 1er tour du championnat.
- FA Mulhouse
- AS Amicale
- CA Mulhouse
- AS Résidence Sociale
- JA Charleville
- Saint-Charles Alfortville
- CAUFA Romilly
- JSP Issy
- ASC Rennais
- BBC Russe
- AS Montferrandaise
- ASC État
- CAUFA Reims
- AS Bon Conseil
- SAN Nice
- FO Piscénois
- AS Saint-Hippolyte
- AS Cannes
- FC Lyon
- Championnet Sports
- Olympique lillois
- Racing Club
- SCPO Paris
- Stade Bordelais UC
- US Métro
- AS Cherbourg
- Paris UC
- Stade Clermontois
- SA Montrouge
- AS Vendin
- Stade français
- SU Agen

## Phase finale
|  | Huitièmes de finale            | Huitièmes de finale       |                    |    | Quarts de finale       | Quarts de finale       |  |  | Demi-finales        | Demi-finales        |  |  | Finale                                     | Finale                                     |
|  | Huitièmes de finale            | Huitièmes de finale       |                    |    | Quarts de finale       | Quarts de finale       |  |  | Demi-finales        | Demi-finales        |  |  | Finale                                     | Finale                                     |
|  |                                |                           |                    |    |                        |                        |  |  |                     |                     |  |  |                                            |                                            |
|  | 23 janvier 1938, Vendin        | 23 janvier 1938, Vendin   |                    |    | 20 février 1938, Paris | 20 février 1938, Paris |  |  | 20 mars 1938, Paris | 20 mars 1938, Paris |  |  | 24 avril 1938, Paris (Stade Roland-Garros) | 24 avril 1938, Paris (Stade Roland-Garros) |
|  | 23 janvier 1938, Vendin        | 23 janvier 1938, Vendin   |                    |    | 20 février 1938, Paris | 20 février 1938, Paris |  |  | 20 mars 1938, Paris | 20 mars 1938, Paris |  |  | 24 avril 1938, Paris (Stade Roland-Garros) | 24 avril 1938, Paris (Stade Roland-Garros) |
|  | AS Vendin                      | 26                        |                    |    | 20 février 1938, Paris | 20 février 1938, Paris |  |  | 20 mars 1938, Paris | 20 mars 1938, Paris |  |  | 24 avril 1938, Paris (Stade Roland-Garros) | 24 avril 1938, Paris (Stade Roland-Garros) |
|  | AS Vendin                      | 26                        |                    |    | 20 février 1938, Paris | 20 février 1938, Paris |  |  | 20 mars 1938, Paris | 20 mars 1938, Paris |  |  | 24 avril 1938, Paris (Stade Roland-Garros) | 24 avril 1938, Paris (Stade Roland-Garros) |
|  | SCPO Paris                     | 33                        |                    |    | 20 février 1938, Paris | 20 février 1938, Paris |  |  | 20 mars 1938, Paris | 20 mars 1938, Paris |  |  | 24 avril 1938, Paris (Stade Roland-Garros) | 24 avril 1938, Paris (Stade Roland-Garros) |
|  | SCPO Paris                     | 33                        | SCPO Paris         | 31 |                        |                        |  |  | 20 mars 1938, Paris | 20 mars 1938, Paris |  |  | 24 avril 1938, Paris (Stade Roland-Garros) | 24 avril 1938, Paris (Stade Roland-Garros) |
|  | 23 janvier 1938, Fontainebleau |                           | SCPO Paris         | 31 |                        |                        |  |  | 20 mars 1938, Paris | 20 mars 1938, Paris |  |  | 24 avril 1938, Paris (Stade Roland-Garros) | 24 avril 1938, Paris (Stade Roland-Garros) |
|  |                                | Paris UC                  | 20                 |    |                        |                        |  |  | 20 mars 1938, Paris | 20 mars 1938, Paris |  |  | 24 avril 1938, Paris (Stade Roland-Garros) | 24 avril 1938, Paris (Stade Roland-Garros) |
|  | Paris UC                       | Paris UC                  | 20                 | 35 |                        |                        |  |  | 20 mars 1938, Paris | 20 mars 1938, Paris |  |  | 24 avril 1938, Paris (Stade Roland-Garros) | 24 avril 1938, Paris (Stade Roland-Garros) |
|  | Paris UC                       | 20 février 1938, Noyon    |                    | 35 |                        |                        |  |  | 20 mars 1938, Paris | 20 mars 1938, Paris |  |  | 24 avril 1938, Paris (Stade Roland-Garros) | 24 avril 1938, Paris (Stade Roland-Garros) |
|  | AS Saint-Hippolyte             | 21                        |                    |    |                        |                        |  |  | 20 mars 1938, Paris | 20 mars 1938, Paris |  |  | 24 avril 1938, Paris (Stade Roland-Garros) | 24 avril 1938, Paris (Stade Roland-Garros) |
|  | AS Saint-Hippolyte             | 21                        | SCPO Paris         | 35 |                        |                        |  |  |                     |                     |  |  | 24 avril 1938, Paris (Stade Roland-Garros) | 24 avril 1938, Paris (Stade Roland-Garros) |
|  | 23 janvier 1938, Paris         |                           | SCPO Paris         | 35 |                        |                        |  |  |                     |                     |  |  | 24 avril 1938, Paris (Stade Roland-Garros) | 24 avril 1938, Paris (Stade Roland-Garros) |
|  |                                | BBC Russe                 | 27                 |    |                        |                        |  |  |                     |                     |  |  | 24 avril 1938, Paris (Stade Roland-Garros) | 24 avril 1938, Paris (Stade Roland-Garros) |
|  | BBC Russe                      | BBC Russe                 | 27                 | 63 |                        |                        |  |  |                     |                     |  |  | 24 avril 1938, Paris (Stade Roland-Garros) | 24 avril 1938, Paris (Stade Roland-Garros) |
|  | BBC Russe                      | 20 mars 1938, Paris       |                    | 63 |                        |                        |  |  |                     |                     |  |  | 24 avril 1938, Paris (Stade Roland-Garros) | 24 avril 1938, Paris (Stade Roland-Garros) |
|  | CAUFA Romilly                  | 17                        |                    |    |                        |                        |  |  |                     |                     |  |  | 24 avril 1938, Paris (Stade Roland-Garros) | 24 avril 1938, Paris (Stade Roland-Garros) |
|  | CAUFA Romilly                  | 17                        | BBC Russe          | 34 |                        |                        |  |  |                     |                     |  |  | 24 avril 1938, Paris (Stade Roland-Garros) | 24 avril 1938, Paris (Stade Roland-Garros) |
|  | 23 janvier 1938, Paris         |                           | BBC Russe          | 34 |                        |                        |  |  |                     |                     |  |  | 24 avril 1938, Paris (Stade Roland-Garros) | 24 avril 1938, Paris (Stade Roland-Garros) |
|  |                                | CAUFA Reims               | 16                 |    |                        |                        |  |  |                     |                     |  |  | 24 avril 1938, Paris (Stade Roland-Garros) | 24 avril 1938, Paris (Stade Roland-Garros) |
|  | CAUFA Reims                    | CAUFA Reims               | 16                 | 38 |                        |                        |  |  |                     |                     |  |  | 24 avril 1938, Paris (Stade Roland-Garros) | 24 avril 1938, Paris (Stade Roland-Garros) |
|  | CAUFA Reims                    | 20 février 1938, Chaumont |                    | 38 |                        |                        |  |  |                     |                     |  |  | 24 avril 1938, Paris (Stade Roland-Garros) | 24 avril 1938, Paris (Stade Roland-Garros) |
|  | AS Amicale                     | 14                        |                    |    |                        |                        |  |  |                     |                     |  |  | 24 avril 1938, Paris (Stade Roland-Garros) | 24 avril 1938, Paris (Stade Roland-Garros) |
|  | AS Amicale                     | 14                        | SCPO Paris         | 33 |                        |                        |  |  |                     |                     |  |  |                                            |                                            |
|  | 23 janvier 1938, Pézenas       |                           | SCPO Paris         | 33 |                        |                        |  |  |                     |                     |  |  |                                            |                                            |
|  |                                | US Métro                  | 23                 |    |                        |                        |  |  |                     |                     |  |  |                                            |                                            |
|  | FO Piscénois                   | US Métro                  | 23                 | 22 |                        |                        |  |  |                     |                     |  |  |                                            |                                            |
|  | FO Piscénois                   |                           |                    | 22 |                        |                        |  |  |                     |                     |  |  |                                            |                                            |
|  | US Métro                       | 40                        |                    |    |                        |                        |  |  |                     |                     |  |  |                                            |                                            |
|  | US Métro                       | 40                        | US Métro           | 35 |                        |                        |  |  |                     |                     |  |  |                                            |                                            |
|  | 23 janvier 1938, Paris         |                           | US Métro           | 35 |                        |                        |  |  |                     |                     |  |  |                                            |                                            |
|  |                                | CA Mulhouse               | 22                 |    |                        |                        |  |  |                     |                     |  |  |                                            |                                            |
|  | CA Mulhouse                    | CA Mulhouse               | 22                 | 21 |                        |                        |  |  |                     |                     |  |  |                                            |                                            |
|  | CA Mulhouse                    | 20 février 1938, Paris    |                    | 21 |                        |                        |  |  |                     |                     |  |  |                                            |                                            |
|  | Saint-Charles Alfortville      | 14                        |                    |    |                        |                        |  |  |                     |                     |  |  |                                            |                                            |
|  | Saint-Charles Alfortville      | 14                        | US Métro           | 47 |                        |                        |  |  |                     |                     |  |  |                                            |                                            |
|  | 23 janvier 1938, Paris         |                           | US Métro           | 47 |                        |                        |  |  |                     |                     |  |  |                                            |                                            |
|  |                                | Stade français            | 20                 |    |                        |                        |  |  |                     |                     |  |  |                                            |                                            |
|  | Championnet Sports             | Stade français            | 20                 | 43 |                        |                        |  |  |                     |                     |  |  |                                            |                                            |
|  | Championnet Sports             |                           |                    | 43 |                        |                        |  |  |                     |                     |  |  |                                            |                                            |
|  | Olympique lillois              | 40                        |                    |    |                        |                        |  |  |                     |                     |  |  |                                            |                                            |
|  | Olympique lillois              | 40                        | Championnet Sports | 31 |                        |                        |  |  |                     |                     |  |  |                                            |                                            |
|  | 23 janvier 1938, Fontainebleau |                           | Championnet Sports | 31 |                        |                        |  |  |                     |                     |  |  |                                            |                                            |
|  |                                | Stade français            | 33                 |    |                        |                        |  |  |                     |                     |  |  |                                            |                                            |
|  | Stade français                 | Stade français            | 33                 | 29 |                        |                        |  |  |                     |                     |  |  |                                            |                                            |
|  | Stade français                 |                           |                    | 29 |                        |                        |  |  |                     |                     |  |  |                                            |                                            |
|  | AS Cheminots État              | 24                        |                    |    |                        |                        |  |  |                     |                     |  |  |                                            |                                            |
|  | AS Cheminots État              | 24                        |                    |    |                        |                        |  |  |                     |                     |  |  |                                            |                                            |